# Valkenburgse Meer
Het Valkenburgse Meer is een recreatieplas en zandwinningslocatie nabij de kern Valkenburg en het naastgelegen Vliegkamp Valkenburg in de gemeente Katwijk, in de Nederlandse provincie Zuid-Holland. 
Het meer is in de jaren 50 ontstaan door zandwinning ten behoeve van kalkzandsteen voor de bouwindustrie.
Het Nationaal Smalspoormuseum is hier gevestigd waar men met de Stoomtrein Katwijk Leiden een ritje langs het meer kan maken. Het gebied heeft een recreatieve functie voor de regio, onder andere voor de aangrenzende Stevenshof, een wijk in de gemeente Leiden.
Ook is het Valkenburgse Meer een belangrijk natuurgebied. Het meer en de omringende weilanden zijn een belangrijke habitat en pleisterplaats voor diverse soorten eenden, ganzen, weidevogels en trekvogels, zoals de topper, de Canadese gans en de kievit. In oktober verzamelen op het vrijwillig beschermde weidegebied soms wel 1000 kieviten voor de trek naar het zuiden.
In april 2025 zakte een deel van de oever weg. Als tijdelijke beschermingsmaatregel werd een nooddijk aangelegd. Enkele maanden later werd het terrein weer grotendeels vrijgegeven.

## Galerij

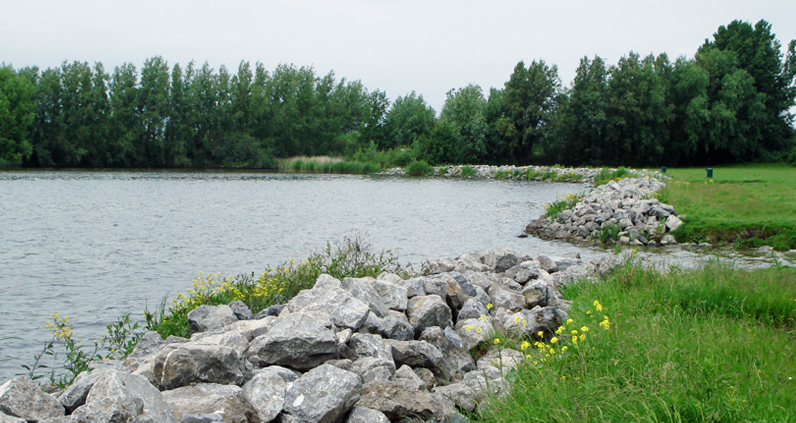
Valkenburgse meer
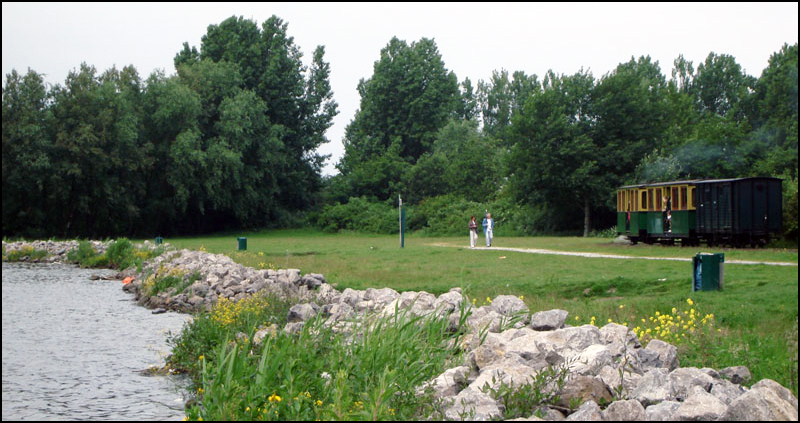
Stoomtrein bij het Valkenburgse meer
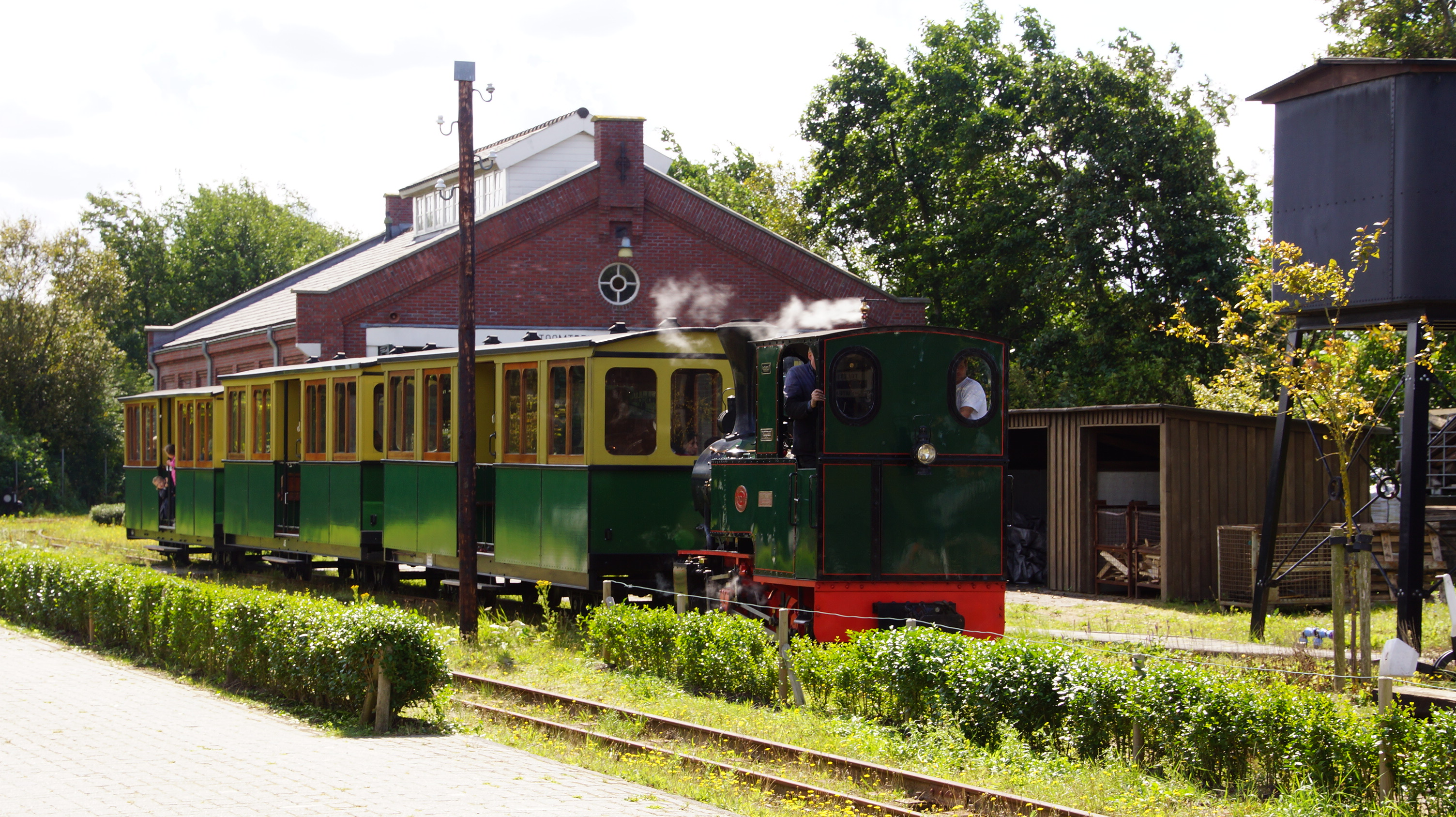
Stoomtrein bij het Smalspoormuseum
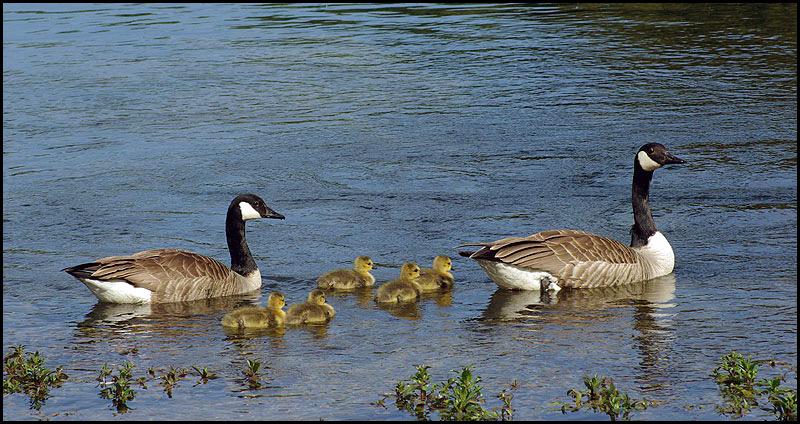
Canadese ganzen